# Lizabeth Rodríguez
Lizabeth Paola Rodríguez Oppenheimer  (ur. 17 listopada 1992) – portorykańska zapaśniczka walcząca w stylu wolnym. Zajęła piąte miejsce na mistrzostwach panamerykańskich w 2014. Srebrna medalistka igrzysk Ameryki Środkowej i Karaibów w 2014 roku.